# Juliana (voornaam)
Juliana is een vrouwelijke voornaam. Het is de vrouwelijke vorm van Julianus. De naam is afgeleid van de Gens Julia, een Romeins nomen gentile, min of meer een familienaam.
De betekenis is niet zeker, de naam wordt wel in verband gebracht met het Griekse ioulos, wat zoveel betekent als "de eerste wollige baardharen" oftewel "de jeugdige". De naam kan ook zijn afgeleid van Jovilius, "aan Jupiter gewijd".

## Bekende naamdraagsters
- Juliana van Stolberg (1506-1580), de moeder van Willem van Oranje
- Juliana der Nederlanden (1909-2004), koningin der Nederlanden
- Juliana Hatfield, (geboren 1967) Amerikaans zangeres

### Heiligen
- Juliana van Nicomedië, gestorven rond 304 ; kerkelijke feestdag 16 februari
- Juliana van Bologna, gestorven rond 435; kerkelijke feestdag 7 februari
- Juliana van Cornillon of Juliana van Luik, geboren 1193; kerkelijke feestdag 5 april
- Juliana Falconieri (ca. 1270-1341); kerkelijke feestdag 19 juni

## Trivia
Juliana van Stolberg (geboren 15 februari 1506) werd vernoemd naar de heilige Juliana van Nicomedië wier naamdag op 16 februari werd gevierd.